# راه‌پیمایی مرگ برنو

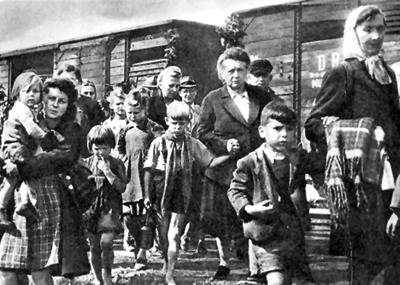
راهپیمایی مرگ برنو

راهپیمایی مرگ برنو کوچ اجباری باشندگان آلمانی‌تبار شهر برنوی جمهوری چک به سوی مرزهای اتریش بود که پس از جنگ دوم جهانی و در شب ۳۰ می ۱۹۴۵ آغاز شد. تنها نیمی از تبعیدی‌ها از مرز گذشتند و هزاران نفر از آنها در اردوگاه‌های موقت در منطقهٔ مرزی نگه داشته شدند. در حالی که برخی از آلمانی‌ها بعداً اجازهٔ بازگشت به برنو را یافتند، صدها نفر دیگرشان در هفته‌های بعد به بیماری و سوء تغذیه دچار شدند.

## بن‌مایه
- همکاری‌کنندگان ویکی‌پدیا، «brno death march»، ویکی‌پدیای انگلیسی، دانشنامهٔ آزاد (بازیابی ۰۳ آبان ۱۳۹۷).